# Valeriana sisymbriifolia
Valeriana sisymbriifolia là một loài thực vật có hoa trong họ Kim ngân. Loài này được Vahl miêu tả khoa học đầu tiên năm 1805.